# Banco do Nordeste
Banco do Nordeste do Brasil S.A. (BNB) é um banco brasileiro de desenvolvimento regional, organizado sob a forma de sociedade anônima de economia mista, com capital aberto, tendo mais de 90% de seu capital sob o controle do Governo Federal do Brasil,  e está vinculado ao Ministério da Fazenda. Sua sede está localizado em Fortaleza, no Ceará. É um banco múltiplo com características de um banco de desenvolvimento e tem por finalidade promover o desenvolvimento sustentável da Região geoeconômica Nordeste do Brasil, por meio do apoio financeiro aos agentes produtivos regionais.

## Histórico

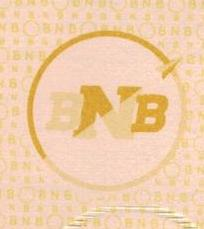
Ex-logomarca do BnB utilizada em papéis institucionais até fins da década de 1960

Ao retornar de uma viagem ao Nordeste para ver de perto os estragos causados pela seca de 1951, o então Ministro da Fazenda, Horácio Láfer, apresentou exposição de motivos ao Presidente Getúlio Vargas para a fundamentação da lei que criaria o Banco. Foi criado pela Lei Federal nº 1.649, de 19 de julho de 1952, como uma instituição financeira múltipla e organizada sob a forma de sociedade de economia mista, de capital aberto, tendo mais de 90% de seu capital sob o controle do Governo federal do Brasil.
Com sede na cidade de Fortaleza, Ceará, por meio de 300 agências o Banco atua em cerca de 2 mil municípios, abrangendo os nove estados da Região Nordeste (Alagoas, Bahia, Ceará, Maranhão, Paraíba, Pernambuco, Piauí, Rio Grande do Norte e Sergipe), o norte de Minas Gerais (incluindo os Vales do Mucuri e do Jequitinhonha) e o norte do Espírito Santo, compreendendo 1,7 mil km². Este área de abrangência é definida pela área de atuação do Fundo Constitucional de Financiamento do Nordeste (FNE).
Maior instituição da América do Sul voltada para o desenvolvimento regional, o Banco do Nordeste opera como órgão executor de políticas públicas, cabendo-lhe a operacionalização de programas como o Programa Nacional de Fortalecimento da Agricultura Familiar (PRONAF) e a administração do Fundo Constitucional de Financiamento do Nordeste (FNE), principal fonte de recursos operacionalizada pela empresa, que também tem como fonte o Fundo de Desenvolvimento do Nordeste (FDNE). Além dos recursos federais, o Banco tem acesso a outras fontes de financiamento nos mercados interno e externo, por meio de parcerias e alianças com instituições nacionais e internacionais, incluindo instituições multilaterais, como o Banco Mundial e o Banco Interamericano de Desenvolvimento (BID).

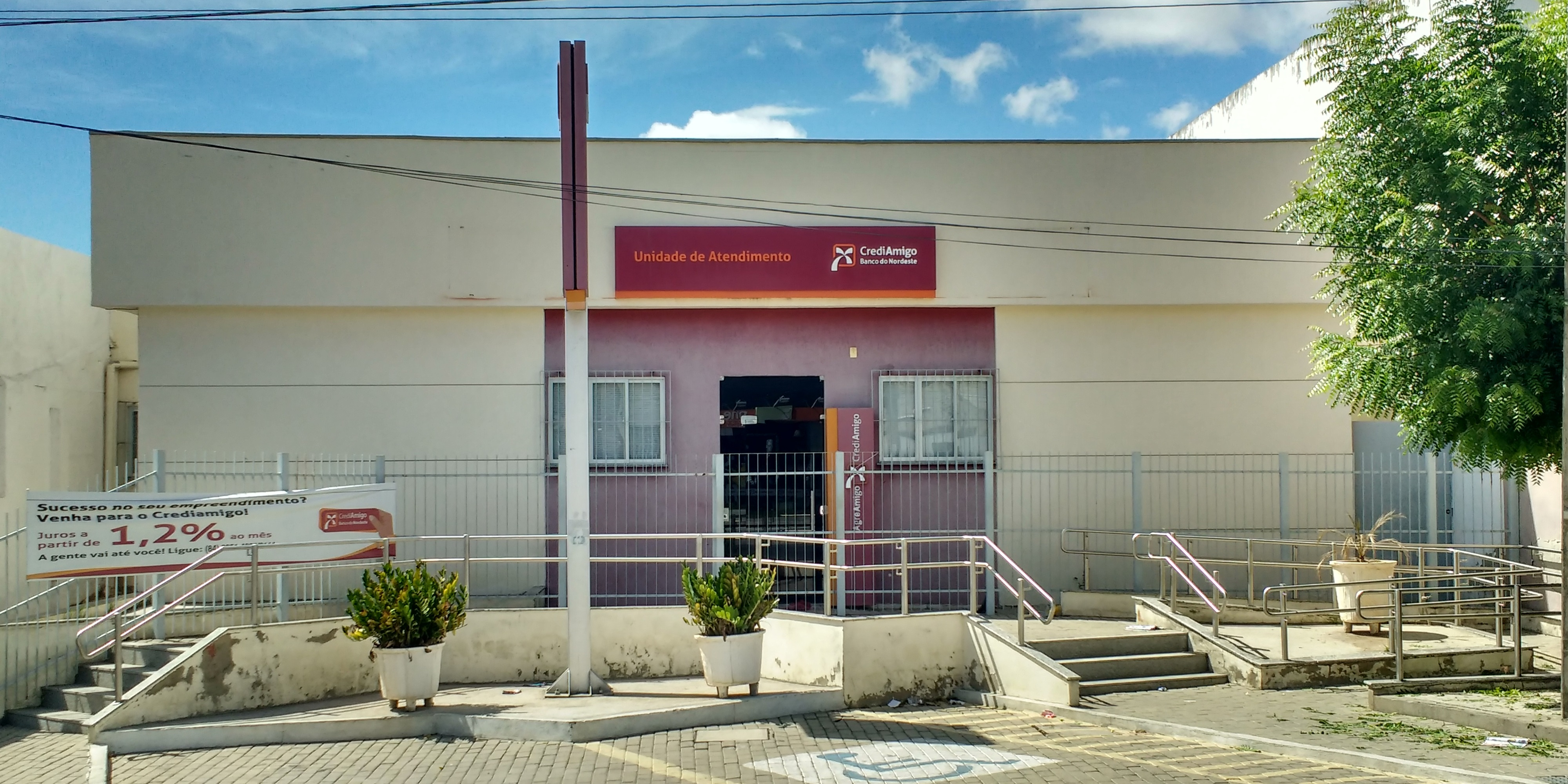
Agência em Pau dos Ferros, RN

Previsto na própria Lei de criação do Banco, o Escritório Técnico de Estudos Econômicos do Nordeste (ETENE) começou a organizar-se nos primeiros meses de 1954, e contou com a cooperação técnica de missões externas de alto nível, que apoiaram o Banco em seus primeiros passos. O ETENE tem-se mantido, ao longo de sua história, como diferenciador do Banco em relação às demais instituições financeiras, pela geração de uma das mais consistentes e respeitadas bases de dados sobre a economia e em outros aspectos da realidade nordestina.

## Política econômica

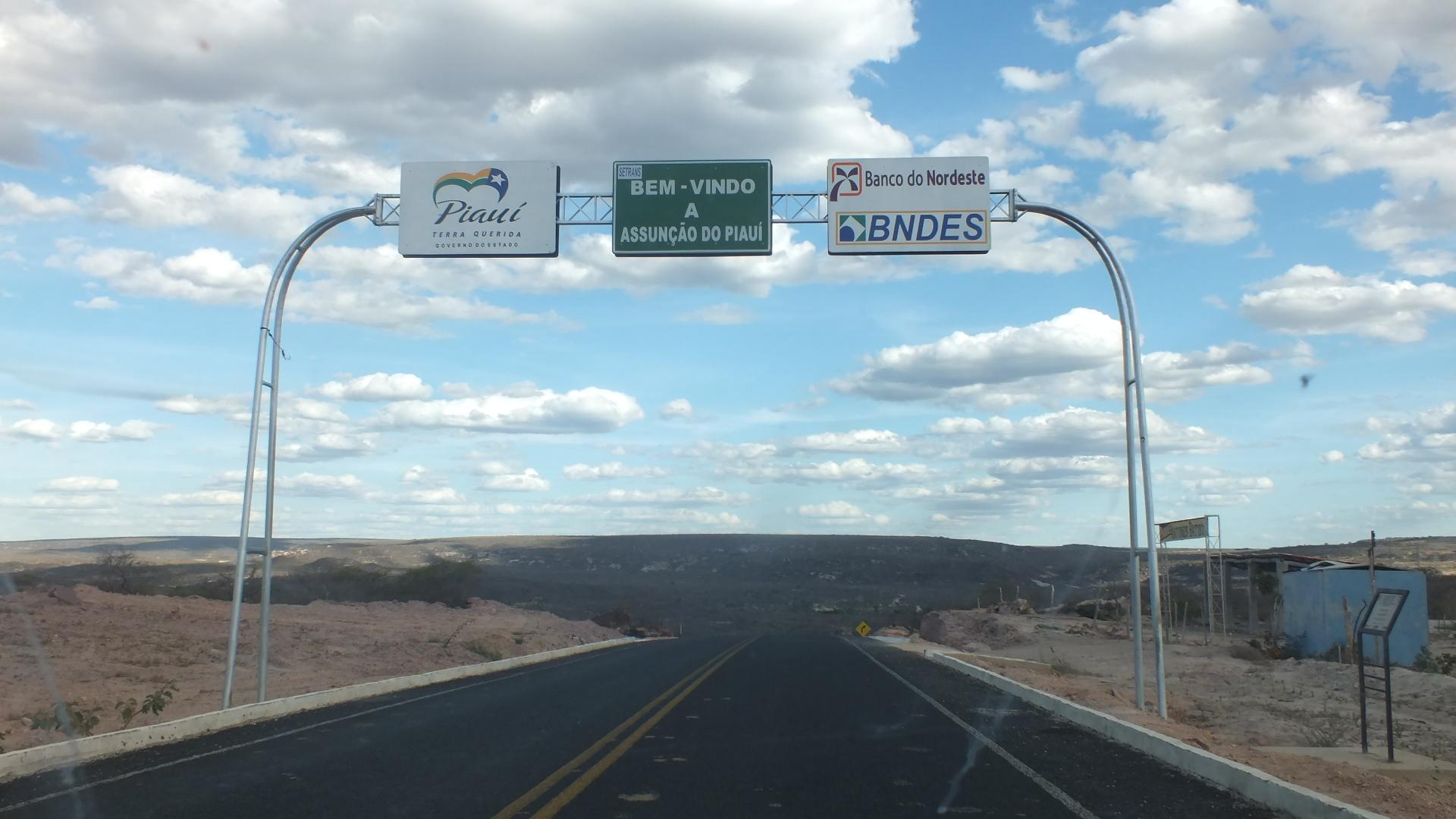
Rodovia PI-115, trecho que liga São Miguel do Tapuio a Assunção do Piauí, asfaltado em 2013 com financiamento conjunto do Banco do Nordeste e do BNDES.

Criado em 1998, o Banco do Nordeste é responsável pelo maior programa de microcrédito produtivo orientado da América do Sul, o CrediAmigo, cuja metodologia de formação de grupos solidários dispensa apresentação de garantias. Sua clientela representou 2,4 milhões de clientes ativos no ano de 2021. O Banco do Nordeste também opera o Programa de Desenvolvimento do Turismo no Nordeste (Prodetur/NE), criado para estruturar o turismo da Região com recursos da ordem de US$ 800 milhões.
São clientes do Banco os agentes econômicos e institucionais e as pessoas físicas. Os agentes econômicos compreendem as empresas (micro, pequena, média e grande empresa), as associações e cooperativas. Os agentes institucionais englobam as entidades governamentais (federal, estadual e municipal) e não-governamentais. As pessoas físicas compreendem os produtores rurais (agricultor familiar, mini, pequeno,  médio e grande produtor) e o empreendedor informal.
O Banco do Nordeste exerce trabalho de atração de investimentos, apoia a realização de estudos e pesquisas com recursos não-reembolsáveis e estrutura o desenvolvimento por meio de projetos de grande impacto. Mais que um agente de intermediação financeira, o Banco do Nordeste se propõe a prestar atendimento integrado a quem decide investir em sua área de atuação, disponibilizando uma base de conhecimentos sobre o Nordeste e as melhores oportunidades de investimento na região.
Em 2005, o microcrédito orientado chegou à zona rural com a criação do programa Agroamigo, que já ultrapassa a marca de 1,4 milhão de clientes (2021). O programa opera em parceria com o Instituto Nordeste Cidadania (INEC) e a Secretaria Especial da Agricultura Familiar e do Desenvolvimento Agrário. Trata-se de uma iniciativa pioneira no Brasil que busca à concessão de financiamento para agricultores familiares, adotando metodologia própria de atendimento, cuja principal premissa é a concessão de crédito orientado e acompanhado, em consonância com o que estabelece a Lei nº 13.636, de 20/03/2018, que Instituiu o Programa Nacional de Microcrédito Produtivo Orientado - PNMPO.
O Agroamigo é voltado para agricultores familiares enquadrados no Pronaf, em operações de crédito de até R$ 20 mil.
O Programa de Desenvolvimento Territorial (Prodeter) é um dos instrumentos por meio do qual se materializa a Política de Desenvolvimento Territorial do BNB, buscando promover o planejamento, a implementação e a autogestão do processo de desenvolvimento sustentável dos territórios e o fortalecimento da sua economia.
O BNB também financia projetos do Programa Nacional de Crédito Fundiário, o qual busca contribuir para a redução da pobreza rural, mediante o acesso à terra, gerando oportunidade, autonomia e fortalecimento da agricultura familiar.
Atuando na região do semiárido brasileiro e considerando a vulnerabilidade regional às mudanças climáticas, o Banco do Nordeste tem atuado em políticas de crédito verde, incentivando melhoria do desempenho socioambiental dos empreendimentos que financia, disponibilizando crédito para preservação, conservação e recuperação ambiental, além de sustentabilidade nos negócios. 

## Centro administrativo

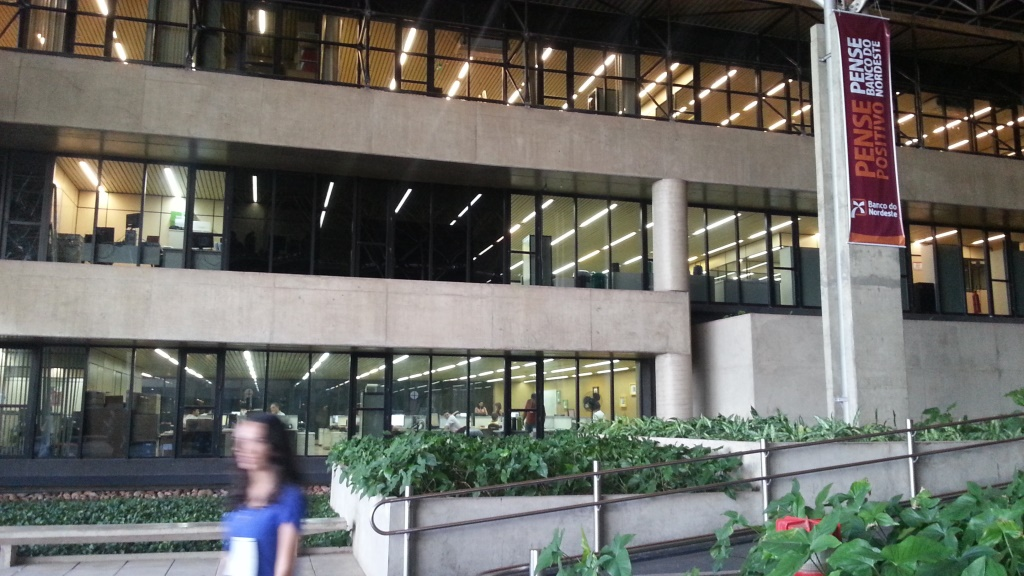
Visão lateral de um dos blocos de trabalho a partir da praça Jader Colares, área interna do Centro Administrativo.

Localizado no bairro do Passaré, em Fortaleza, Ceará, está o Centro Administrativo Presidente Getúlio Vargas (CAPGV), sede atual do banco. Inaugurado em 1984 e contando com uma área de mais de 120 mil metros quadrados, o CAPGV conta com vários edifícios, sendo o maior bloco destinado à administração do banco, e os demais relacionados à estrutura de TI, Universidade Corporativa, Gabinete da Diretoria, Agência, Auditórios e Áreas Comuns.
Ainda em Fortaleza, estão algumas empresas relacionadas:
- Camed (Plano de Saúde dos Funcionários e Seguradora)
- CAPEF (Plano de Previdência Complementar dos Funcionários)
- BNB Clube
- Instituto Nordeste Cidadania (INEC).

## Instituto Nordeste Cidadania
O Instituto Nordeste Cidadania (INEC) é uma entidade civil, sem fins lucrativos, constituída em 27 de fevereiro de 1996 por funcionários do Banco do Nordeste, que contribuem financeiramente, e de modo voluntário, para a realização de suas atividades. Em 1993, surge como Comitê de Ação da Cidadania dos Funcionários do BNB, inicialmente com ações emergenciais, com a doação de cestas básicas, roupas e brinquedos.
Em 1996, é nomeado Instituto Nordeste Cidadania, sendo formalizado como Organização Não-Governamental - ONG, intensificando a implantação de projetos produtivos geradores de emprego e renda. Anos depois, é qualificado como OSCIP (Organização da Sociedade Civil de Interesse Público), passando a manter os projetos de desenvolvimento comunitário e, mediante Termo de Parceria, passando a operacionalizar programas Crediamigo e Agroamigo.

## Hub de Inovação do Nordeste
O Hub de Inovação Banco do Nordeste é um braço do Banco do Nordeste com o objetivo catalisar a gestão da inovação para processos produtos e serviços do próprio Banco do Nordeste, através do incentivo ao empreendedorismo inovador.
O HUB nasceu em 2016, quando o então ministro das Comunicações, André Figueiredo, juntamente com o então presidente do banco, Marcos Holanda, idealizaram uma proposta de criação de um centro de pesquisa em inovação com foco da em telecomunicações.
Em 2017, o BNB investiu cerca de R$ 45 milhões em inovação. Os planos para 2018 são de intensificar o investimento (R$ 60 milhões) para financiar startups.
No primeiro semestre de 2022, o Banco registrou um lucro líquido de R$ 701,3 milhões. O BNB obteve operações de crédito e R$ 22,4 bilhões investidos nos nove estados que compõe a região nordeste, além de parte de Minas Gerais e Espírito Santo.

## Criatec
Desde a sua primeira edição, o Banco do Nordeste é cotista dos fundos Criatec. Os fundos Criatec iniciaram sua série em 2007 com o objetivo de realizar investimento em empresas nascentes de rápido crescimento em diversas áreas de tecnologia. Os fundos são geridos por investidores privados, mas recebem aportes de bancos públicos como BNDES, BRB e BNB, e agências de fomento.
| Edição      | Lançamento | Valor Total    | Aporte do BNB | Percentual de Participação | Gestores                                          |
| ----------- | ---------- | -------------- | ------------- | -------------------------- | ------------------------------------------------- |
| Criatec I   | 2007       | R$ 100 Milhões | R$ 20 Milhões | 20%                        | Antera Gestão de Recursos e Instituto de Inovação |
| Criatec II  | 2013       | R$ 185 Milhões | R$ 30 Milhões | 16,2%                      | Crescera Capital                                  |
| Criatec III | 2016       | R$ 220 Milhões | R$ 20 Milhões | 9%                         | Inseed Investimentos                              |
| Criatec IV  | 2021       | R$ 300 Milhões | -             | -                          | Crescera Capital e Triaxis Capital                |

## BNBPAR

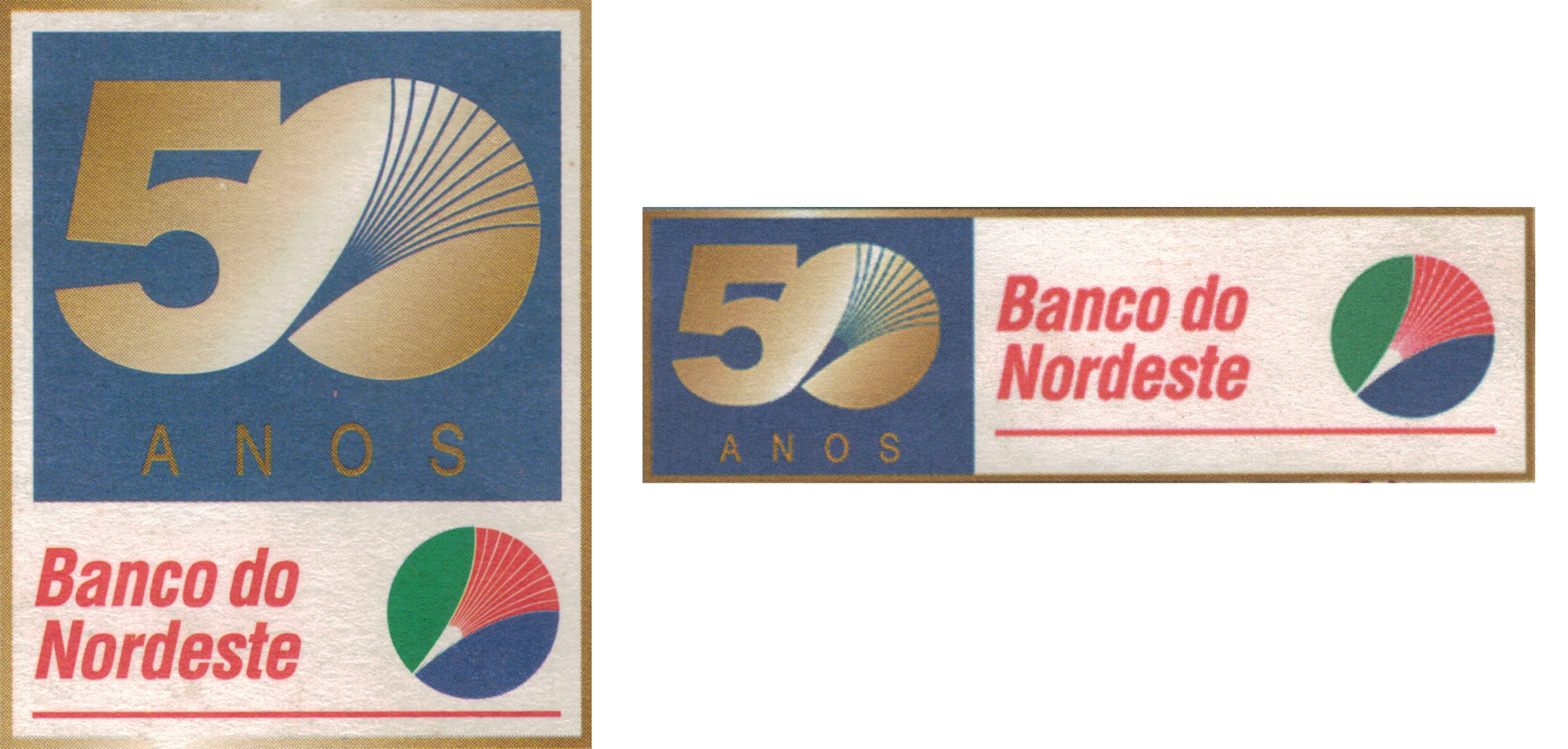
Logomarca dos 50 anos

Durante o processo de recriação da SUDENE em 2005 no Governo Lula, políticos e empresários tentaram criar no Banco do Nordeste um braço focado em investimento direito. Chamado BNBPAR, a ideia seria permitir que a instituição fizesse aportes diretos em empresas de sua área de atuação, funcionando similarmente ao BNDESPAR. Ao fim, o projeto não seguiu em frente, sob a alegação dos riscos que acarretaria a instituição financeira, a sobreposição de responsabilidades com o BNDESPAR, e mais importante, a alegada falta de empresas de porte suficiente que viabilize este tipo de captação.
Uma década depois, em 2015, durante a gestão do presidente Nelson de Souza, o banco elaborou um projeto interno de criação do BNBPAR e encaminhou para apreciação e aprovação do Ministério da Fazenda, mas o projeto não foi concretizado.

## Centro Cultural Banco do Nordeste

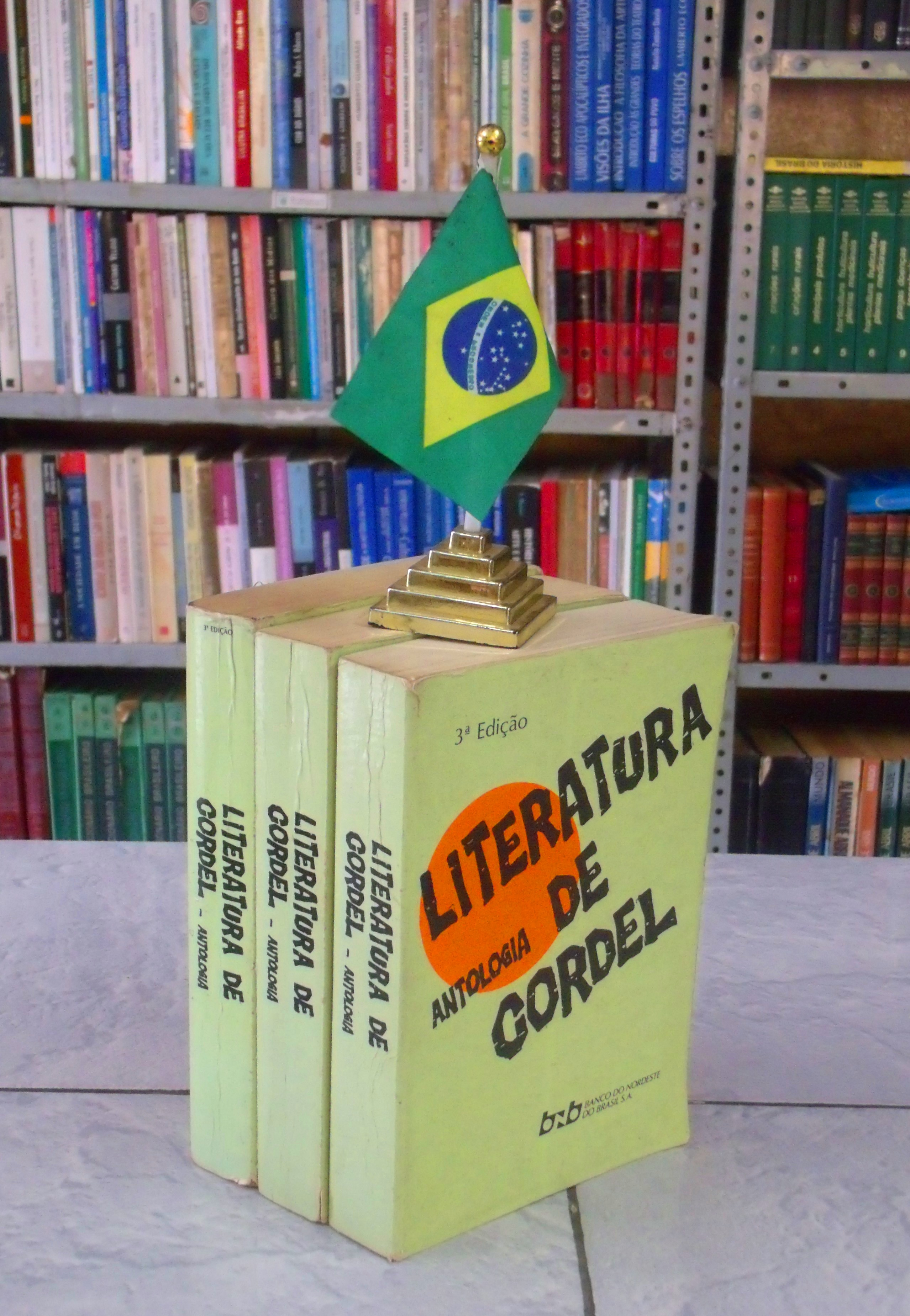
Antologia de Literatura de Cordel, editada em 1984, por patrocínio cultural do BnB

Em 1998, o Banco do Nordeste decidiu investir em cultura como forma de integrar a instituição com o povo, fundando em Fortaleza a primeira unidade do Centro Cultural Banco do Nordeste. Em 2006, a cidade de Juazeiro do Norte (CE) foi contemplada com uma nova unidade do Centro; no ano seguinte, foi a vez de Sousa (PB). Há um fundo editorial para literaturas contextualizadas com a cultura e expressões da área de abrangência do Banco do Nordeste. Uma das obras editadas é um Adagiário Brasileiro do folclorista Leonardo Mota.

## Publicação

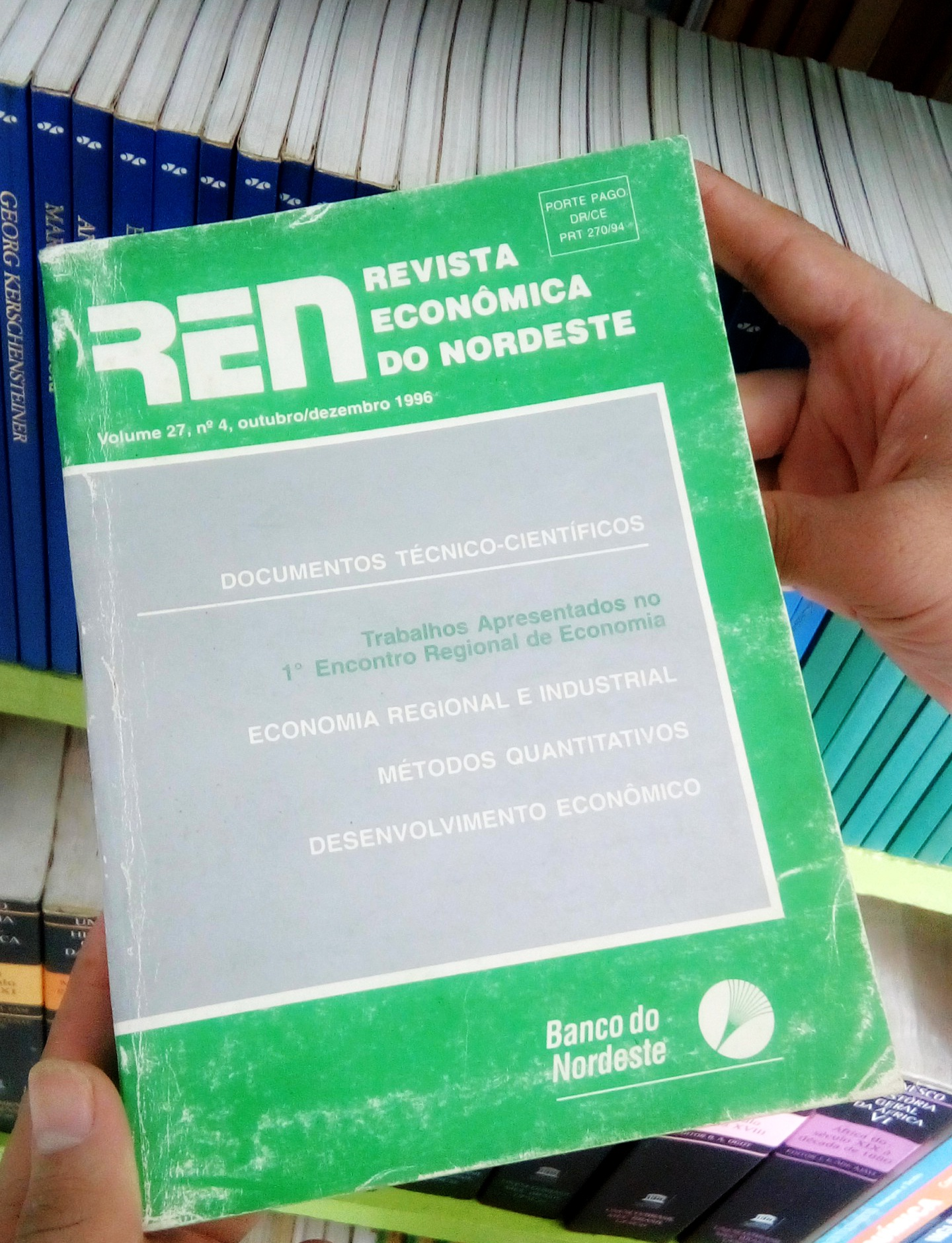
Uma das edições da Revista Banco do Nordeste no acervo de uma biblioteca municipal.

Publica a Revista Econômica do Nordeste, um periódico com literatura de cientistas e autores especializados em cultura econômica pertinente ao Brasil, em geral, e do Nordeste, em particular.

## Apoio ao esporte
Em 2024, o BNB deu suporte a criação do time profissional de vôlei do campeão olímpico e mundial da modalidade, Marcelo Negrão. O Norde, como foi batizado, nasceu com a meta de ser o primeiro clube da região Nordeste a chegar a Superliga, a primeira divisão do esporte no Brasil. A equipe utiliza a estrutura do Clube BNB e é patrocinada pela EntrePay, empresa de meios de pagamento do Grupo Entre.